# Урусов Микола Петрович
Микола Урусов (1863 — жовтень 1918, П’ятигорськ, Російська Федерація) — князь, великий землевласник, предводитель (маршалок) дворянства Катеринославської губернії (1908 — 1917). Жертва більшовицького терору.

## Життєпис
У своєму щоденнику Євген Чикаленко нотував у січні 1914 слова Д. Дорошенка:

«Під утиском майже всі «Просвіти» позакривалися, зосталася тільки катеринославська та кілька її філій. Своїм існуванням вона зобов’язана губернаторам, які дивляться на них крізь пальці. (Я з своєї сторони скажу, що зобов’язані вони існуванням Д. Яворницькому, який живе в приятельстві з катеринославським губернським предводителем кн. Урусовым, що має великий вплив на губернаторів — Є, Ч.)»,

Справді, якщо в Києві «Просвіту» закрили в 1910, в Чернігові — в 1911, в Одесі і Миколаєві — в 1912, в Кам'янці-Подільському і Катеринодарі — в 1914, то лише в Катеринославі вона проіснувала до лютого 1916.
Заступник міністра внутрішніх справ Володимир Джунковський напередодні приїзду до Катеринослава у січні 1915 царя Миколи II побував у місті і потім згадував: 

«Губернатор Колобов мені дуже сподобався... Йому було важко бути у згоді з губернським предводителем дворянства князем Урусовим, котрий дивився на Катеринославську губернію як на свою вотчину, мав великий вплив у вищих сферах, тоді як Колобов був далеко не світська людина. Урусов на нього дивився скоріше як на свого підлеглого і дещо зверхньо, вірніше, як покровитель».

### Чиновницька служба
Князь Урусов дістав освіту в імператорському Олександрівському ліцеї (в тому, де навчався О. Пушкін), після закінчення якого в червні 1885 вступив на службу в міністерство внутрішніх справ, у департамент іноземних сповідувань.
В лютому 1894 призначений головою Томського повітового правління і 30 березня того ж року владимирським віце-губернатором, де пробув до 29 січня 1901, коли отримав пост гродненського губернатора.
28 квітня 1902 був переведений полтавським губернатором. Важка хвороба змусила його в 1906 залишити цей пост.
17 червня 1906 призначений членом ради міністерства внутрішніх справ. Згодом став сенатором, катеринославським губернським предводителем дворянства і членом Державної думи від дворянства тієї ж губернії. Шталмейстер двору. Очолював Катеринославську вчену архівну комісію.

### Вплив Дмитра Яворницького на політику князя
У 1894 одружився з Вірою Георгіївною Алексєєвою — дочкою колишнього губернського предводителя Г. П. Алексеєва, власника маєтку в с. Котівка Новомосковського повіту. Тут часто бував проф. Д. Яворницький, вів археологічні розкопки, приятелював з Алексєєвим і Урусов. Через Урусова Яворницькому вдалося скласти протекцію Ользі Косач-Кривинюк, сестрі Лесі Українки, просвітянці, яка в травні 1910 стала патронажним лікарем у с. Лоцманська Кам’янка.
Також не без впливу Яворницького Урусов у вересні 1916 звернувся до голови губернської управи з клопотанням про побудову храму-пам’ятника «другої вітчизняної війни». За архітектурою і внутрішнім оздобленням він мав стати точною копією старих запорозьких храмів. Будівництво храму через революцію 1917 не було завершене.

### Арешт і розстріл більшовиками
Урусов був заарештований більшовиками і розстріляний (або зарубаний шаблями) поміж інших заложників восени 1918 у П’ятигорську.